# Сидорова (Иркутская область)
Си́дорова — деревня в Киренском районе Иркутской области. Входит в Киренское городское поселение.
Находится на правом берегу устья реки Киренга, в 2 км к востоку от правобережного микрорайона Гарь города Киренска, и в 1,5 км к югу от островной центральной части города (с учётом паромной переправы). 

## Население
| 2002 | 2010 | 2011 | 2012 |
| ---- | ---- | ---- | ---- |
| 258  | ↘205 | →205 | ↘196 |